# PopCap Games
PopCap Games（邦題:ポップキャップ・ゲームズ）は、アメリカ合衆国ワシントン州シアトルに本社を置くゲームソフト開発・配信会社である。
主にブラウザゲームおよびPC向けのゲームの開発・配信を行っている。パズルゲームが多く、PDAや携帯電話向けにも移植されている。
2011年7月、エレクトロニック・アーツが買収を発表した。

## 主なゲーム
- Bejeweled
- Zuma
- Peggle
- Plants vs. Zombies シリーズ

## 日本での展開
App Store（iOS、Mac OS X）やXbox Live Arcade（Xbox 360）でダウンロード販売を行っている。
株式会社ズーがポータルサイト「ポップキャップ・ゲームズ」を運営し、2012年10月31日までブラウザゲームの配信やWindows用ダウンロードソフトの販売を行っていた。携帯電話ゲームはジー・モードが配信をおこなっている。